# Abodi
Pour l’article homonyme, voir Andrea Abodi.
L'Abodi est le plus haut sommet du massif de l'Abodi, située dans les contreforts occidentaux des Pyrénées de Navarre en Espagne, et d'où s'extrait le pic d'Orhy et qui sépare les vallées d'Iraty et de Salazar.
Le sommet s'élève à 1 531 mètres d'altitude.